# Šalamunovec
Šalamunovec falu Horvátországban Kapronca-Kőrös megyében. Közigazgatásilag  Sveti Petar Orehovechez tartozik.

## Fekvése
Kőröstől 6 km-re északnyugatra, községközpontjától 5 km-re délkeletre fekszik.

## Története
A települést 1409-ben említik először abban a szerződésben, melyben Pál fia Mátyás dijankóci nemes Bálint körösi bíró jelenlétében egy Šalamunovec melletti birtokát hatvan arany forintért Pál fia Ferenc helyi nemesnek adja el.
A falunak 1857-ben 55,  1910-ben 75 lakosa volt. Trianonig Belovár-Kőrös vármegye Körösi járásához tartozott. 2001-ben 58 lakosa volt.